# Cirkut
Cirkut, pseudonimo di Henry Russell Walter (Halifax, 23 aprile 1986), è un produttore discografico e compositore canadese.
È famoso per aver collaborato con artisti come Britney Spears, Kesha, Rihanna, Shakira, Nicki Minaj, B.o.B, Lil Wayne, Taylor Swift, Ava Max, Rosé, Miley Cyrus e Katy Perry. Con queste due ultime ha raggiunto la prima posizione nella Billboard Hot 100 grazie ai singoli Wrecking Ball, Part of Me, Roar e Dark Horse, quest’ultima canzone più certificata di sempre nella storia statunitense (RIAA).

## Produzioni
| Anno | Titolo                                | Album                                                                      | Autore/coautore | Produttore/coproduttore |
| ---- | ------------------------------------- | -------------------------------------------------------------------------- | --------------- | ----------------------- |
| 2008 | "Mmm Papi"                            | Britney Spears – Circus                                                    | Si              | Si                      |
| 2011 | "Blow (Cirkut Remix)"                 | Kesha – I Am the Dance Commander + I Command You to Dance: The Remix Album | Si              | Si                      |
| 2011 | "Seal It with a Kiss"                 | Britney Spears – Femme Fatale                                              | Si              | Si                      |
| 2011 | "High For This"                       | The Weeknd – House of Balloons                                             | Si              | Si                      |
| 2011 | "Wild Heart"                          | Sabi                                                                       | Si              | Si                      |
| 2011 | "Where They Do That At"               | Sabi                                                                       | Si              | Si                      |
| 2011 | "Domino"                              | Jessie J – Who You Are                                                     | Si              | Si                      |
| 2011 | "Good Feeling"                        | Flo Rida – Wild Ones                                                       | Si              | Si                      |
| 2011 | "Hangover"                            | Taio Cruz – TY.O                                                           | Si              | Si                      |
| 2011 | "Make It Last Forever"                | Taio Cruz – TY.O                                                           | Si              | Si                      |
| 2011 | "Tattoo"                              | Taio Cruz – TY.O                                                           | Si              | Si                      |
| 2011 | "You Da One"                          | Rihanna – Talk That Talk                                                   | Si              | Si                      |
| 2011 | "Where Have You Been"                 | Rihanna – Talk That Talk                                                   | Si              | Si                      |
| 2011 | "Fool in Love"                        | Rihanna – Talk That Talk                                                   | Si              | Si                      |
| 2011 | "Turn All the Lights On"              | T-Pain – RevolveR                                                          | Si              | Si                      |
| 2012 | "Better Than I Know Myself"           | Adam Lambert – Trespassing                                                 | Si              | Si                      |
| 2012 | "Never Close Our Eyes"                | Adam Lambert – Trespassing                                                 | Si              | Si                      |
| 2012 | "Part of Me"                          | Katy Perry – Teenage Dream: The Complete Confection                        | Si              | Si                      |
| 2012 | "Wide Awake"                          | Katy Perry – Teenage Dream: The Complete Confection                        | Si              | Si                      |
| 2012 | "Problem (The Monster Remix)"         | Becky G – Hotel Transylvania Soundtrack                                    | Si              | Si                      |
| 2012 | "Young Forever"                       | Nicki Minaj – Pink Friday: Roman Reloaded                                  | Si              | Si                      |
| 2012 | "Va Va Voom"                          | Nicki Minaj – Pink Friday: Roman Reloaded                                  | Si              | Si                      |
| 2012 | "Masquerade"                          | Nicki Minaj – Pink Friday: Roman Reloaded                                  | Si              | Si                      |
| 2012 | "Brokenhearted"                       | Karmin – Hello                                                             | Si              | Si                      |
| 2012 | "Both of Us"                          | B.o.B – Strange Clouds                                                     | Si              | Si                      |
| 2012 | "Strange Clouds"                      | B.o.B – Strange Clouds                                                     | Si              | Si                      |
| 2012 | "Arena"                               | B.o.B – Strange Clouds                                                     | Si              | Si                      |
| 2012 | "Primadonna"                          | Marina and the Diamonds – Electra Heart                                    | Si              | Si                      |
| 2012 | "Lies"                                | Marina and the Diamonds – Electra Heart                                    | Si              | Si                      |
| 2012 | "How to Be a Heartbreaker"            | Marina and the Diamonds – Electra Heart                                    | Si              | Si                      |
| 2012 | "One More Time"                       | Baby E                                                                     | Si              | Si                      |
| 2012 | "High For This"                       | The Weeknd – Trilogy                                                       | Si              | Si                      |
| 2012 | "Warrior"                             | Kesha – Warrior                                                            | Si              | Si                      |
| 2012 | "Die Young"                           | Kesha – Warrior                                                            | Si              | Si                      |
| 2012 | "C'Mon"                               | Kesha – Warrior                                                            | Si              | Si                      |
| 2012 | "Thinking of You"                     | Kesha – Warrior                                                            | Si              | Si                      |
| 2012 | "Crazy Kids"                          | Kesha – Warrior                                                            | Si              | Si                      |
| 2012 | "Wherever You Are"                    | Kesha – Warrior                                                            | Si              | Si                      |
| 2012 | "Dirty Love"                          | Kesha – Warrior                                                            | Si              | Si                      |
| 2012 | "Wonderland"                          | Kesha – Warrior                                                            | Si              | Si                      |
| 2012 | "Only Wanna Dance With You"           | Kesha – Warrior                                                            | Si              | Si                      |
| 2012 | "Supernatural"                        | Kesha – Warrior                                                            | Si              | Si                      |
| 2012 | "Gold Trans Am"                       | Kesha – Warrior                                                            | Si              | Si                      |
| 2012 | "Last Goodbye"                        | Kesha – Warrior                                                            | Si              | Si                      |
| 2012 | "Till the World Ends (Twister Remix)" | Britney Spears                                                             | Si              | Si                      |
| 2012 | "Wish U Were Here"                    | Cody Simpson – Paradise                                                    | Si              | Si                      |
| 2012 | "Oath"                                | Cher Lloyd – Sticks + Stones                                               | Si              | Si                      |
| 2012 | "High For This"                       | Ellie Goulding – Halcyon                                                   | Si              | Si                      |
| 2012 | "Rock Me"                             | One Direction – Take Me Home                                               | Si              | Si                      |
| 2013 | "Fall Down"                           | will.i.am – #willpower                                                     | Si              | Si                      |
| 2013 | "Geekin'"                             | will.i.am – #willpower                                                     | Si              |                         |
| 2013 | "Far Away from Home"                  | will.i.am – #willpower                                                     | Si              |                         |
| 2013 | "Ooh La La"                           | Britney Spears – Music From and Inspired by the Smurfs 2                   | Si              | Si                      |
| 2013 | "Vacation"                            | G.R.L. – Music From and Inspired by the Smurfs 2                           | Si              | Si                      |
| 2013 | "Walks like Rihanna"                  | The Wanted – Word of Mouth                                                 | Si              | Si                      |
| 2013 | "Play It Again"                       | Becky G – Play It Again                                                    | Si              | Si                      |
| 2013 | "Can't Get Enough"                    | Becky G – Play It Again                                                    | Si              | Si                      |
| 2013 | "Zoomin' Zoomin'"                     | Becky G – Play It Again                                                    | Si              | Si                      |
| 2013 | "Built for This"                      | Becky G – Play It Again                                                    | Si              | Si                      |
| 2013 | "Lovin' What You Do"                  | Becky G – Play It Again                                                    | Si              | Si                      |
| 2013 | "Smokin Rollin'"                      | Juicy J – Stay Trippy                                                      | Si              |                         |
| 2013 | "Bounce It"                           | Juicy J – Stay Trippy                                                      | Si              | Si                      |
| 2013 | "Give It 2 U"                         | Robin Thicke – Blurred Lines                                               | Si              | Si                      |
| 2013 | "Wrecking Ball"                       | Miley Cyrus – Bangerz                                                      | Si              | Si                      |
| 2013 | "Roar"                                | Katy Perry – Prism                                                         | Si              | Si                      |
| 2013 | "Legendary Lovers"                    | Katy Perry – Prism                                                         | Si              | Si                      |
| 2013 | "Birthday"                            | Katy Perry – Prism                                                         | Si              | Si                      |
| 2013 | "Unconditionally"                     | Katy Perry – Prism                                                         | Si              | Si                      |
| 2013 | "Dark Horse"                          | Katy Perry – Prism                                                         | Si              | Si                      |
| 2013 | "International Smile"                 | Katy Perry – Prism                                                         | Si              | Si                      |
| 2013 | "Ghost"                               | Katy Perry – Prism                                                         | Si              | Si                      |
| 2013 | "Harder We Fall"                      | Jessie J – Alive                                                           | Si              | Si                      |
| 2013 | "Excuse My Rude"                      | Jessie J – Alive                                                           | Si              | Si                      |
| 2013 | "Gold"                                | Jessie J – Alive                                                           | Si              | Si                      |
| 2013 | "Timber"                              | Pitbull – Meltdown                                                         | Si              | Si                      |
| 2013 | "Brightest Morning Star"              | Britney Spears – Britney Jean                                              | Si              | Si                      |
| 2014 | "Dare (La La La)"                     | Shakira – Shakira                                                          | Si              | Si                      |
| 2014 | "La La La (Brazil 2014)"              | Shakira – One Love, One Rhythm - The 2014 FIFA World Cup Official Album    | Si              | Si                      |
| 2014 | "We Are One (Ole Ola)"                | Pitbull – One Love, One Rhythm - The 2014 FIFA World Cup Official Album    | Si              | Si                      |
| 2014 | "Wild Wild Love"                      | Pitbull – Globalization                                                    | Si              | Si                      |
| 2014 | "Time of Our Lives"                   | Pitbull – Globalization                                                    | Si              | Si                      |
| 2014 | "Sexy Beaches"                        | Pitbull – Globalization                                                    | Si              | Si                      |
| 2014 | "Drive You Crazy"                     | Pitbull – Globalization                                                    | Si              | Si                      |
| 2014 | "Zipper"                              | Jason Derulo – Talk Dirty                                                  | Si              | Si                      |
| 2014 | "Ugly Heart"                          | G.R.L. – G.R.L.                                                            | Si              | Si                      |
| 2014 | "Show Me What You Got"                | G.R.L. – G.R.L.                                                            | Si              | Si                      |
| 2014 | "Rewind"                              | G.R.L. – G.R.L.                                                            | Si              | Si                      |
| 2014 | "Shower"                              | Becky G                                                                    | Si              | Si                      |
| 2014 | "Can't Stop Dancin'"                  | Becky G                                                                    | Si              | Si                      |
| 2014 | "Can't Get Enough (Spanish Version)"  | Becky G                                                                    | Si              | Si                      |
| 2014 | "Stayin Out All Night"                | Wiz Khalifa – Blacc Hollywood                                              | Si              | Si                      |
| 2014 | "Low"                                 | Juicy J – The Hustle Continues                                             | Si              | Si                      |
| 2014 | "Sugar"                               | Maroon 5 – V                                                               | Si              | Si                      |
| 2014 | "She Knows"                           | Ne-Yo – Non-Fiction                                                        | Si              | Si                      |
| 2014 | "I Don't Mind"                        | Usher – UR                                                                 | Si              | Si                      |
| 2014 | "Never Been In Love"                  | Elliphant – One More                                                       | Si              | Si                      |
| 2014 | "One More"                            | Elliphant – One More                                                       | Si              | Si                      |
| 2014 | "Get On Your Knees"                   | Nicki Minaj – The Pinkprint                                                | Si              | Si                      |
| 2014 | "Only"                                | Nicki Minaj – The Pinkprint                                                | Si              | Si                      |
| 2014 | "Trini Dem Girls"                     | Nicki Minaj – The Pinkprint                                                | Si              | Si                      |
| 2014 | "The Night Is Still Young"            | Nicki Minaj – The Pinkprint                                                | Si              | Si                      |
| 2014 | "Pills N Potions"                     | Nicki Minaj – The Pinkprint                                                | Si              | Si                      |
| 2015 | "Lighthouse"                          | G.R.L.                                                                     | Si              | Si                      |
| 2015 | "This Is How We Roll"                 | Fifth Harmony – Reflection                                                 | Si              | Si                      |
| 2015 | "Once in a Lifetime"                  | Flo Rida – My House                                                        | Si              | Si                      |
| 2015 | "Dance like We're Making Love"        | Ciara – Jackie                                                             | Si              | Si                      |
| 2015 | "Give Me Love"                        | Ciara – Jackie                                                             | Si              | Si                      |
| 2015 | "Lullaby"                             | Ciara – Jackie                                                             | Si              | Si                      |
| 2015 | "Kiss N Tell"                         | Ciara – Jackie                                                             | Si              | Si                      |
| 2015 | "Special Edition"                     | Ciara – Jackie                                                             | Si              | Si                      |
| 2015 | "Whip It!"                            | LunchMoney Lewis                                                           | Si              | Si                      |
| 2015 | "Ain't Too Cool"                      | LunchMoney Lewis                                                           | Si              | Si                      |
| 2015 | "Lovin' So Hard"                      | Becky G                                                                    | Si              | Si                      |
| 2015 | "Break a Sweat"                       | Becky G                                                                    | Si              | Si                      |
| 2015 | "You Love It"                         | Becky G                                                                    | Si              | Si                      |
| 2015 | "Marching Band"                       | R. Kelly – The Buffet                                                      |                 | Si                      |
| 2016 | "Love Me Badder"                      | Elliphant – Living Life Golden                                             | Si              | Si                      |
| 2016 | "Everybody"                           | Elliphant – Living Life Golden                                             | Si              | Si                      |
| 2016 | "Ain't Your Mama"                     | Jennifer Lopez                                                             | Si              | Si                      |
| 2016 | "Greenlight"                          | Pitbull – Climate Change                                                   | Si              | Si                      |
| 2016 | "Guys My Age"                         | Hey Violet – From the Outside                                              | Si              |                         |
| 2016 | "Starboy"                             | The Weeknd – Starboy                                                       | Si              | Si                      |
| 2016 | "False Alarm"                         | The Weeknd – Starboy                                                       | Si              | Si                      |
| 2016 | "Reminder"                            | The Weeknd – Starboy                                                       | Si              | Si                      |
| 2016 | "Secrets"                             | The Weeknd – Starboy                                                       | Si              | Si                      |
| 2016 | "Six Feet Under"                      | The Weeknd – Starboy                                                       | Si              | Si                      |
| 2016 | "Ordinary Life"                       | The Weeknd – Starboy                                                       | Si              | Si                      |
| 2016 | "Nothing Without You"                 | The Weeknd – Starboy                                                       | Si              | Si                      |
| 2016 | "Die for You"                         | The Weeknd – Starboy                                                       | Si              | Si                      |
| 2016 | "I Feel It Coming"                    | The Weeknd – Starboy                                                       | Si              | Si                      |
| 2016 | "Bang Bang"                           | DJ Fresh e Diplo                                                           | Si              |                         |
| 2017 | "Animal"                              | Trey Songz – Tremaine the Album                                            | Si              | Si                      |
| 2017 | "Priceless"                           | Trey Songz – Tremaine the Album                                            | Si              | Si                      |
| 2017 | "Another Love Song"                   | Ne-Yo                                                                      | Si              | Si                      |
| 2017 | "All Night"                           | Big Boi – Boomiverse                                                       | Si              | Si                      |
| 2017 | "Ugly"                                | Jaira Burns                                                                | Si              | Si                      |
| 2017 | "I Don't Want It at All"              | Kim Petras                                                                 | Si              | Si                      |
| 2017 | "Slow It Down"                        | Kim Petras                                                                 | Si              | Si                      |
| 2017 | "A Little Work"                       | Fergie – Double Dutchess                                                   | Si              | Si                      |
| 2017 | "Girls like You"                      | Maroon 5 – Red Pill Blues                                                  | Si              | Si                      |
| 2018 | "Savior"                              | Iggy Azalea                                                                | Si              | Si                      |
| 2018 | "Hurt You"                            | The Weeknd – My Dear Melancholy,                                           | Si              | Si                      |
| 2018 | "Nights Like These"                   | Ne-Yo – Good Man                                                           | Si              | Si                      |
| 2018 | "On Ur Mind"                          | Ne-Yo – Good Man                                                           | Si              | Si                      |
| 2018 | "Ocean Sure"                          | Ne-Yo – Good Man                                                           | Si              | Si                      |
| 2018 | "Come See About Me"                   | Nicki Minaj – Queen                                                        | Si              | Si                      |
| 2018 | "Sweet but Psycho"                    | Ava Max                                                                    | Si              | Si                      |
| 2018 | "Let It Be Me"                        | David Guetta – 7                                                           | Si              | Si                      |